# Романово (Верхнекамский район)
Романово — деревня в Верхнекамском районе Кировской области России. Входит в состав Кайского сельского поселения. Код ОКАТО — 33207820022.

## География
Деревня находится на северо-востоке Кировской области, в северо-восточной части Верхнекамского района, к западу от реки Лупья. Абсолютная высота — 196 метров над уровнем моря.
Расстояние до районного центра (города Кирс) — 62 км.

## Население
По данным Всероссийской переписи, в 2010 году постоянное население в деревне отсутствовало.